# Prestations en direct de Nine Inch Nails
Nine Inch Nails (NIN), groupe de metal industriel dont le leader est Trent Reznor, a joué dans le monde entier, y compris l’Amérique du Nord, l’Amérique du Sud, l’Europe, l’Australie, le Japon et la Chine.

## Description
Reznor est responsable de la direction musicale de NIN en studio, mais le groupe joue des arrangements différentes des chansons sur scène. En plus de concerts conventionnels, le groupe a joué comme première partie ou artiste principal dans des festivals tels que Woodstock '94, Lollapalooza en 1991 et en 2008, ainsi que dans des prestations uniques, notamment aux MTV Video Music Awards.
Les prestations en direct de NIN contrastent avec les morceaux qui ont été enregistrés en studio,. Reznor compose et interprète presque toute la musique enregistrée en studio, à l’exception de quelques participations ponctuelles de musiciens ou de chanteurs. Cependant, il a généralement déjà rassemblé le groupe de musiciens qui interprèteront ses chansons pendant les tournées et autres prestations en direct. Le claviériste Alessandro Cortini a déclaré que quand on regarde le show de NIN en étant habitué à la version sur CD, on s'aperçoit facilement qu’il s’agit d’une entité tout à fait différente.
Le seul membre invariable dans le groupe est Reznor selon qui « des longues périodes entre les tournées principales sont la raison principale pour laquelle il ne travaille jamais avec les mêmes musiciens »[réf. nécessaire]. Les prestations en direct de NIN sont généralement accompagnées par des effets d’éclairage, scéniques et de projection vidéo. Depuis 1999 les personnes responsables des effets visuels sont Reznor et Rob Sheridan. Trois tournées ont fait l’objet d’albums et de documentaires.

## Histoire

### Pretty Hate Machine Tour Series(1988 - 1991)

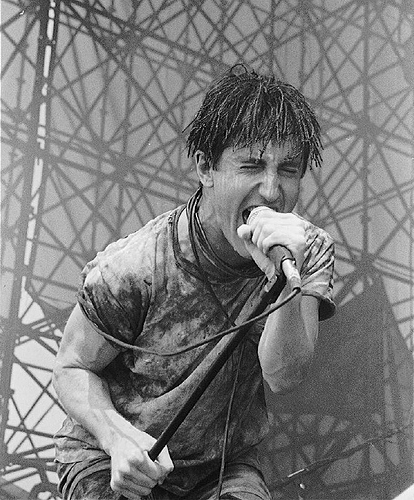
Reznor pendant la tourée de Lollapalooza en 1991

Reznor a assemblé le premier line-up en direct en 1988 pour soutenir le groupe de musique industrielle canadien Skinny Puppy en tournée. Le groupe se composait de trois musiciens : Reznor aux guitares et chant, Ron Musarra à la batterie et Chris Vrenna sur les claviers. Il a cependant été mal reçu et priés de quitter la tournée après dix dates.

Après la tournée de Skinny Puppy le groupe a été réorganisé et élargi pour inclure un quatrième membre; Musarra est parti et Vrenna s'installe à la batterie, Gary Talpas, Nick Rushe et plus tard Hymes David se sont installés aux claviers, tandis que Patrick Richard s'est installé comme second guitariste.
Nine Inch Nails fait une tournée en Amérique du Nord pour ouvrir les concerts de The Jesus and Mary Chain en 1990, et plus tard pour Peter Murphy. Durant ces tournées, Reznor a commencé à casser ses instruments sur scène, et Rockbeat interroge Mike Gitter à propos de cette attitude agressif sur scène. En 1991, le groupe a entrepris une tournée mondiale qui s'est poursuivie après le premier festival Lollapalooza, où, selon le biographe Martin Huxley, « ils ont volé la vedette ». Nine Inch Nails a ensuite été invité par les Guns N' Roses pour ouvrir leurs concerts pendant leurs tournées européenne, mais ils auraient été mal reçu encore une fois. Avant la date de Lollapalooza, Chris Vrenna a quitté le groupe en raison d'une dispute avec Reznor, et a été remplacé pour le reste de la tournée par le batteur Jeff Ward.
Vrenna a rejoint le groupe pour la tournée Self-Destruct en 1994. À la fin de la Pretty Hate Machine Tour, Richard Patrick part pour former son propre groupe, Filter.

### Self-Destruct(1994 - 1995)

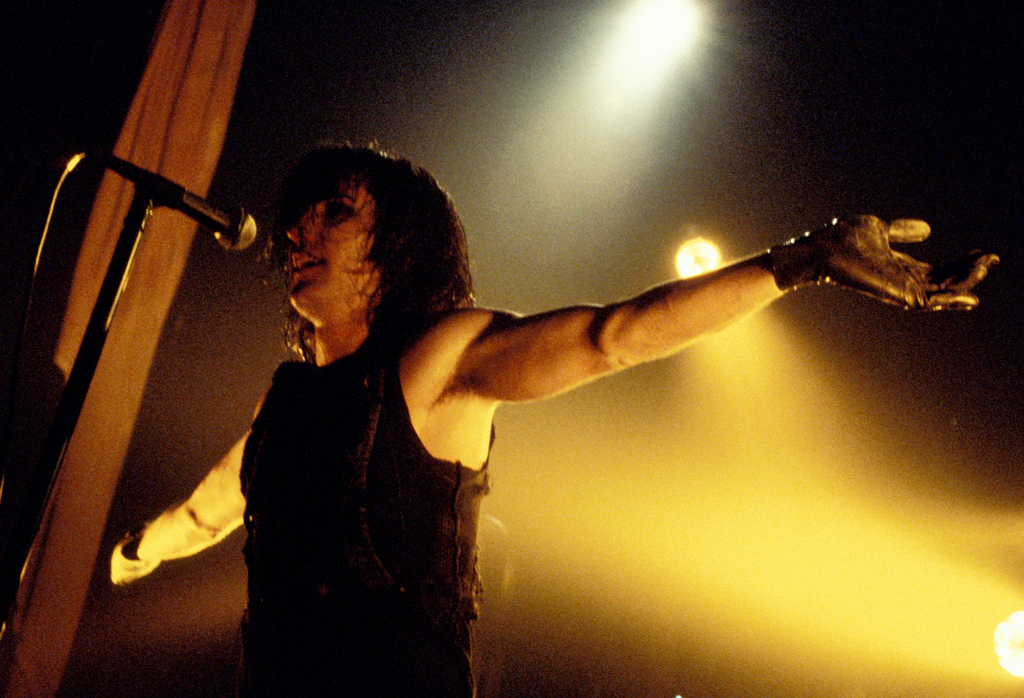
Reznor durant la Self-Destruct tour (1994–1995)

Après la sortie en 1994 de The Downward Spiral, le groupe entame le Self-Destruct Tour. Vrenna et Woolley retournent respectivement à la batterie et aux claviers. Robin Finck a remplacé Patrick à la guitare, tandis que le bassiste Danny Lohner a été ajouté au line-up. La tournée comprenait une prestation au Woodstock '94, où les membres du groupe sont montés sur scène couverts de boues, qui a été diffusé sur Pay-per-view et vu dans environ 24 millions de foyers,. Nine Inch Nails s'est ensuite produit avec un budget plus élevé ayant permis l'ajout de divers éléments visuels théâtraux. Le groupe a été récompensé d'un Grammy Award de la meilleure prestation metal pour l'interprétation de la chanson Happiness in Slavery en 1995. Entertainment Weekly a décrit les prestations du groupe au Woodstock' 94 : 'Reznor ne tend pas le rock à son cœur horrifiant, mélodramatique - une expérience comme drainant comme c'est grisant. New Musical Express a eu le même sentiment après la prestation du groupe Lollapalooza en 1991, décrivant le spectacle comme « véritablement effrayant », et en demandant au lecteur de « décider vous-même si c'est une chorégraphie chaotique ou débridée de lésions corporelles graves ».
La tournée se termine avec trois soirée chez Nothing Records pour présenter Nights of Nothing qui inclut des prestations des groupes du label Nothing : Marilyn Manson, Prick, Meat Beat Manifesto et Pop Will Eat Itself, et conclu par 80 minutes de jeu avec Nine Inch Nails.
Kerrang! décrit les prestations de Nights of Nothings comme  « serré, sarrasins et dramatique, mais j'ai été déçu par le manque de nouveau matériel ». Sur la deuxième des trois nuits, Richard Patrick a été brièvement réunis avec le groupe, car il a soutenu à la guitare sur Head Like a Hole. Après la Self-Destruct Tour, Chris Vrenna, membre du groupe depuis 1988 et a collaboré sur certains enregistrements en studios, a quitté le groupe pour poursuivre une carrière dans la production et forme son propre groupe Tweaker,.

### Fragility (1999–2000)
À l'appui du troisième album de Nine Inch Nails, The Fragile, le groupe s'est reformé pour la tournée de Fragility. Le line-up est resté sensiblement le même depuis la tournée Self-Destruct, avec Finck, Clouser et Lohner,. Pour remplacer le membre de longue date Vrenna, Reznor a tenu des auditions ouvertes pour trouver un nouveau batteur, et choisi finalement l'inconnu Jerome Dillon. Dillon resterait le membre du groupe jusqu'en 2005.
Le label à l'époque, Interscope Records, aurait refusé de financer la suite de la tournée promotionnelle Fragility. Reznor s'est engagé à financer toute la tournée de sa propre poche, concluant que « La réalité, c'est que je suis fauché à la fin de la tournée », mais aussi d'ajouter « Je ne pourrai jamais présenter un spectacle qui n'est pas fantastique ».
La tournée Fragility commence à la fin de 1999, jusqu'au milieu des années 2000, et a été divisée en deux grandes parties, Fragility 1.0 et Fragility 2.0 respectivement. Les destinations comprennent l'Europe, le Japon, la Nouvelle-Zélande, l'Australie et l'Amérique du Nord.
Avant la première date de la tournée en Espagne, Nine Inch Nails ont ouvert leur dernière répétition à Londres devant 100 fans. Ce qui a relancé la tournée a été une performance du titre The Fragile aux MTV Video Music Awards,. Atari Teenage Riot ouvre les concerts de Nine Inch Nails pendant la Fragility 1.0 et A Perfect Circle pour Fragility 2.0. À l'époque, A Perfect Circle est composé de Josh Freese à la batterie, qui allait plus tard remplacer Dillon à la batterie de 2005 à 2007,,.

### Live: With Teeth (2005–2006)

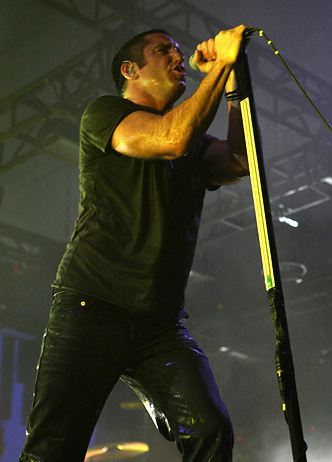
Reznor durant le Live: With Teeth tour

Après la sortie de With Teeth en 2005, le groupe a été reformé pour le Live With Teeth Tour. Depuis la précédente tournée cinq ans plus tôt, une grande partie du groupe avait déménagé et que le batteur Jerome Dillon a rejoint le groupe. Pour trouver des remplaçants, Reznor a tenu des auditions au cours de décembre 2004. Il a déclaré que le claviériste Alessandro Cortini s'« intégrer immédiatement », bien qu'il ait eu du mal à trouver un guitariste pour remplacer Robin Finck jusqu'à l'audition de Aaron Nord .
La tournée a commencé par une série de concerts dans des petits clubs au début de 2005. Le groupe a déclaré aux journalistes qu'ils ont été « agréablement surpris par l'intérêt » de fans malgré leur longue absence. Cette étape initiale de la tournée comprenait également une prestation en tête d'affiche au Coachella Valley Music and Arts Festival. Le groupe a suivi avec une tournée en Amérique du Nord en automne 2005, soutenu par Queens of the Stone Age, Death From Above 1979, Autolux et Saul Williams. Williams est monté sur scène avec Nine Inch Nails au Voodoo Music Experience.
Pour conclure la tournée With Teeth, le groupe termine une tournée dans des amphithéâtres en Amérique du Nord durant l'été 2006, rejoint par Bauhaus, TV on the Radio et Peaches. La version de Beside You in Time en 2007, comporte des prestations de la tournée nord-américaine et un certain nombre de répétitions en studio.
Nine Inch Nailsa est programmé pour effectuer en 2005 au MTV Movie Awards, mais le groupe ne passe  pas dans l'émission en raison d'un désaccord avec le réseau sur l'utilisation d'une image non modifiée de George W. Bush comme toile de fond à la prestation du groupe de « The Hand That Feeds ». Peu de temps après, Reznor a écrit sur le site officiel du groupe : « apparemment, l'image de notre président est offensant à MTV alors que  c'est à moi ». MTV a répondu en disant qu'ils respectaient le point de vue de Reznor, mais qu'ils étaient « mal à l'aise » avec la prestation qui est « construit autour de déclarations politiques partisanes ».
Lors d'un concert en 2005, Dillon a été forcé de s'arrêter à la moitié du concert et a été hospitalisé. Son état a été diagnostiqué plus tard comme une conséquence de ses médicaments pour la thyroïde. Dillon a remarqué que quand il était prêt à revenir, il a rencontré « l'apathie complète et aucune sympathie » de Reznor et de la gestion de Nine Inch Nails. Reznor à son tour, a écrit que « les souvenirs [de Dillon] des événements qui ont mené à son départ du groupe sont inexacts ».  Alex Carapetis a initialement remplacé Dillon pour deux concerts avant que Josh Freese rejoigne le groupe pour le reste de la tournée.

### Tournée 2007

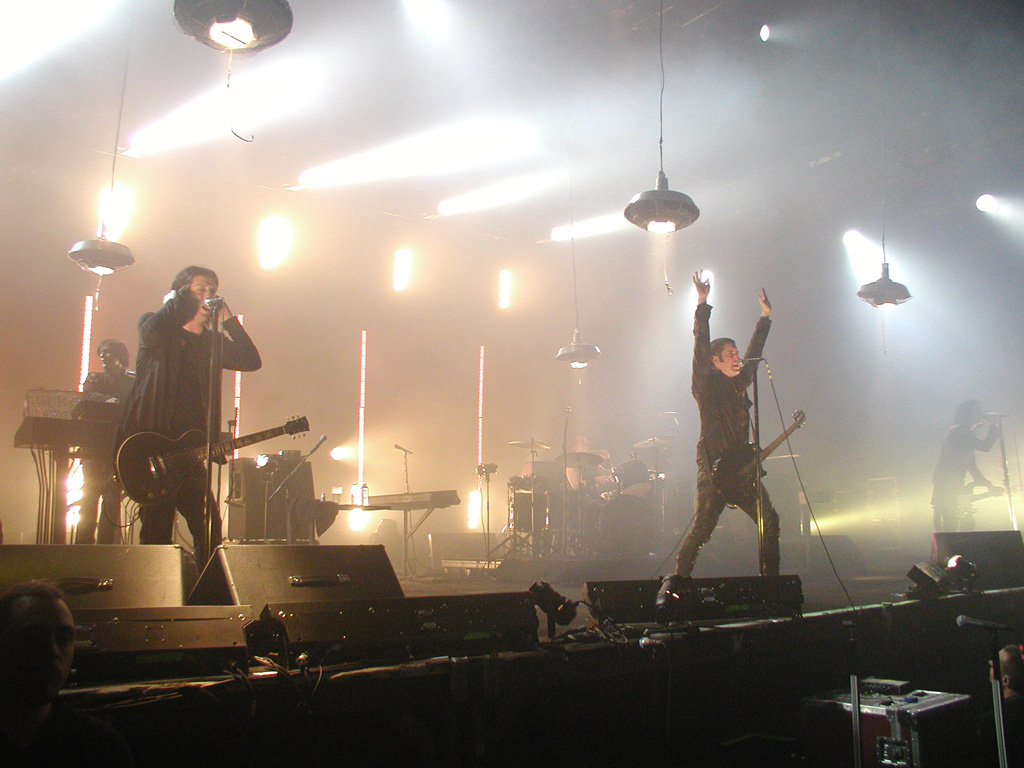
Nine Inch Nails au cours de Performance 2007 tour. De gauche à droite : Jeordie White, Trent Reznor, Aaron North, Alessandro Cortini et Josh Freese

Après avoir pris une pause pour achever les travaux de Year Zero, Nine Inch Nails a commencé une tournée mondiale en 2007, y compris une prestation jamais réalisée en Chine.
Reznor a continué à tourner avec le même groupe, il a conclu le Live: With Teeth Tour, qui était composé de North, White, Freese et Cortini, soutenu par Ladytron, Unkle, The Dandy Warhols, Alec Empire et Serena Maneesh.
Après est sporti Year Zero. Bien que certaines de ces chansons ont été réalisées par les cinq membres du groupe avec des conventionnels chansons rock guitare-entraînés[Quoi ?], deux d'entre elles (Me et I'm Not) et "The Great Destroyer") ont été jouées par Reznor, le guitariste North et le claviériste Cortini, en utilisant une combinaison de guitares en direct et des échantillons pré-programmés déclenchés sur scène avec les ordinateurs et manipulé en temps réel, en utilisant le logiciel Ableton.
En avril 2007, Nine Inch Nails a reçu des appels téléphoniques dans lesquels ils ont été invités à une « resistance meeting » à Los Angeles. Lors de la réunion, les fans ont assisté à une fiction Art is Resistance, et ont ensuite été récompensés par une prestation sans préavis de Nine Inch Nails.

### Lights in the Sky (2008)

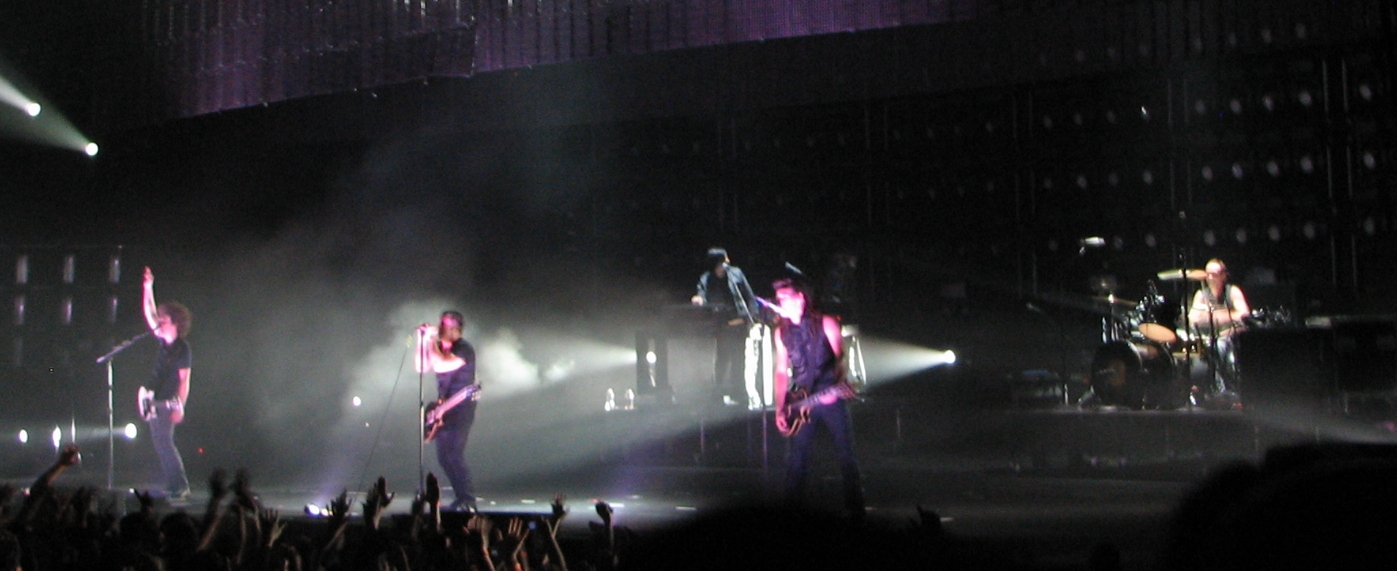
De gauche à droite: Justin Meldal-Johnsen, Trent Reznor, Alessandro Cortini, Robin Finck, et Josh Freese durant The Slip.

Les septième et huitième albums studios de Nine Inch Nails, Ghosts I-IV et The Slip, sont sortis en mars et mai 2008 respectivement. Les deux albums disposent des contributions des membres-live du groupe Alessandro Cortini. Depuis la sortie de Ghosts I-IV, une tournée de vingt-cinq dates a été annoncée dans plusieurs villes nord-américaines.
Cortini et Freese sont revenus en tant que membres de la tournée précédente, tandis que Robin Finck rejoint le groupe. Le line-up devait initialement inclure Rich Fownes, mais avant tout les prestations prévues, il a été révélé que c'était Justin Meldal-Johnsen qui occuperas le poste de bassiste.
Les groupes qui composent la tournée comprennent Deerhunter, Crystal Castles, Does It Offend You, Yeah?, Ghostland Observatory, A Place to Bury Strangers et White Williams. Le groupe passe au Lollapalooza festival, au Virgin Festival et au premier Pemberton Festival.
En mai 2008, Nine Inch Nails a annoncé des places premium pour tous les spectacles à venir en 2008. Dans un effort pour lutter contre les ticket scalpers[Quoi ?], chaque billet de concert donnera le nom légal de l'acheteur. Le processus de billetterie a été précédemment utilisé pour les petits avant-ventes et est offert exclusivement aux membres du fan club,.
Le 26 juillet, Reznor a introduit une partie « unplugged » dans le concert qui durait au moins une heure, avec Reznor au vibraphone et le bassiste Meldal-Johnsen à la contrebasse. Les vingt minutes jazzy proviennent principalement de Ghosts I-IV. La scène montre lui aussi des rideaux en fil de LED qui projette divers éléments visuels, allant de la pluie qui tombe à l'électricité statique sur une ville en ruine. Nine Inch Nails a ensuite confirmé que la tournée allait s'étendre en l'Amérique du Sud et on a pensé que ce serait la dernière date en Amérique, mais peu de temps après Reznor a annoncé encore plus de dates en Amérique du Nord, y compris deux dates dans la capitale touristique en Floride.
Le 8 octobre 2008, après avoir terminé leur dernier concert en Amérique du Sud, Reznor a affiché sur le site officiel de Nine Inch Nails que Josh Freese quittera le groupe après la fin de la tournée actuelle. Peu de temps après, il était annoncé qu'Alessandro Cortini quitterait également le groupe.
Le 15 novembre 2008, Reznor a annoncé via le site officiel de Nine Inch Nails qui Ilan Rubin de Lostprophets remplacerait Freese après son départ à la fin de 2008. Aucun remplaçant n'a été annoncé pour Cortini, et le groupe part en tournée avec quatre musiciens sans claviériste à plein temps.

### NIN|JA / Wave Goodbye (2009)

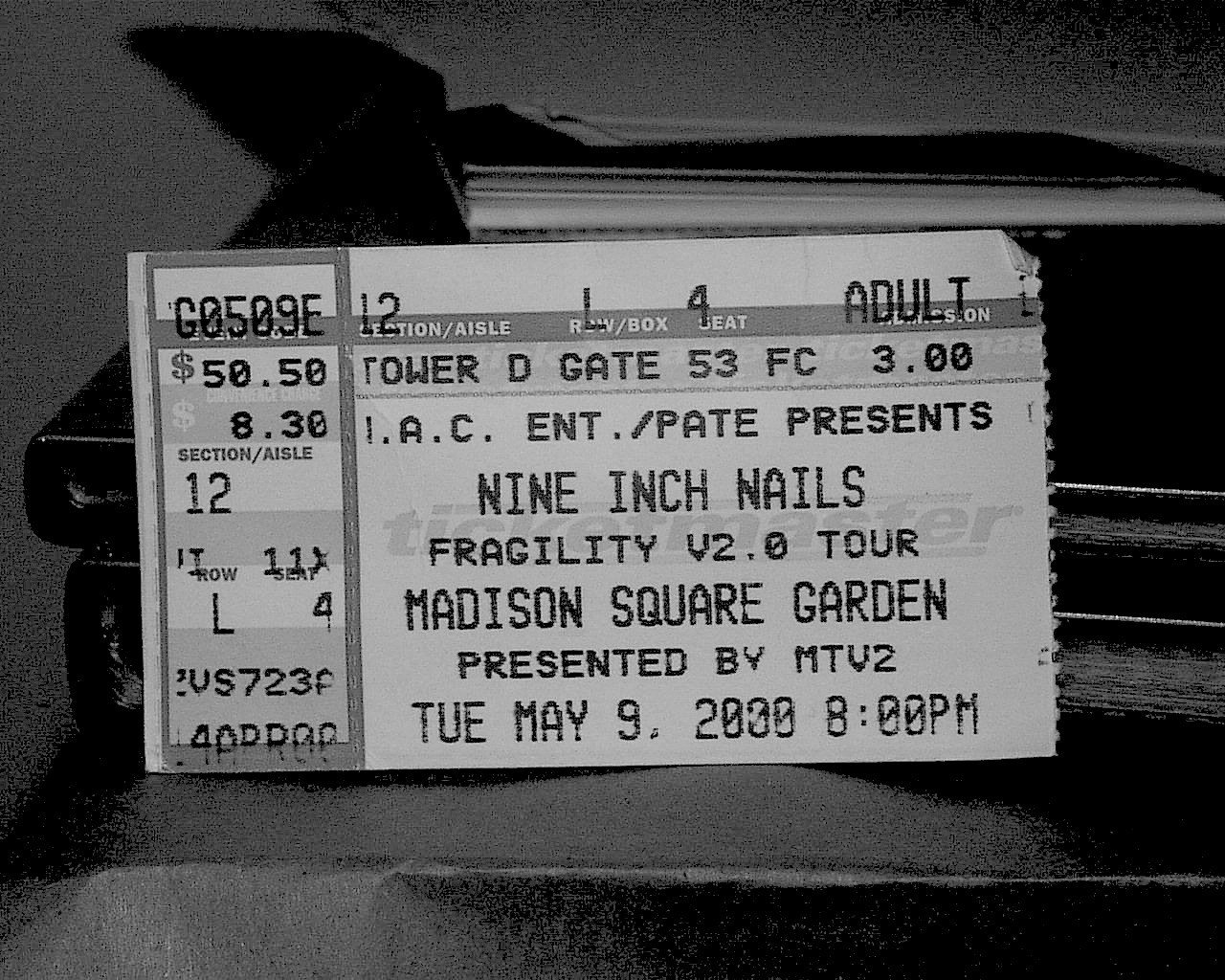
Ticket pour la Fragility 0.2 Tour au Madison Square Garden en 2000

En 2008, Reznor a décidé de mettre en pause Nine Inch Nails pour une periode indéterminée. Plus tard, il a précisé que {'citation|NIN comme un groupe live qui se trouve sur la route tout le temps s'arrêtera » après la tournée complète, mais qu'il continuerait à produire de la musique par la suite.
Après une série de concerts en Australie et en Nouvelle-Zélande, Nine Inch Nails entame une tournée nord-américaine des amphithéâtres avec Jane's Addiction and Street Sweeper Social Club surnommé « NIN / JA 2009 ». Les concerts en Europe et en Asie ont également été annoncés. Reznor a ajouté une série de spectacles à New York, Chicago et Los Angeles. La tournée se termine le 10 septembre 2009.

## Éléments visuels

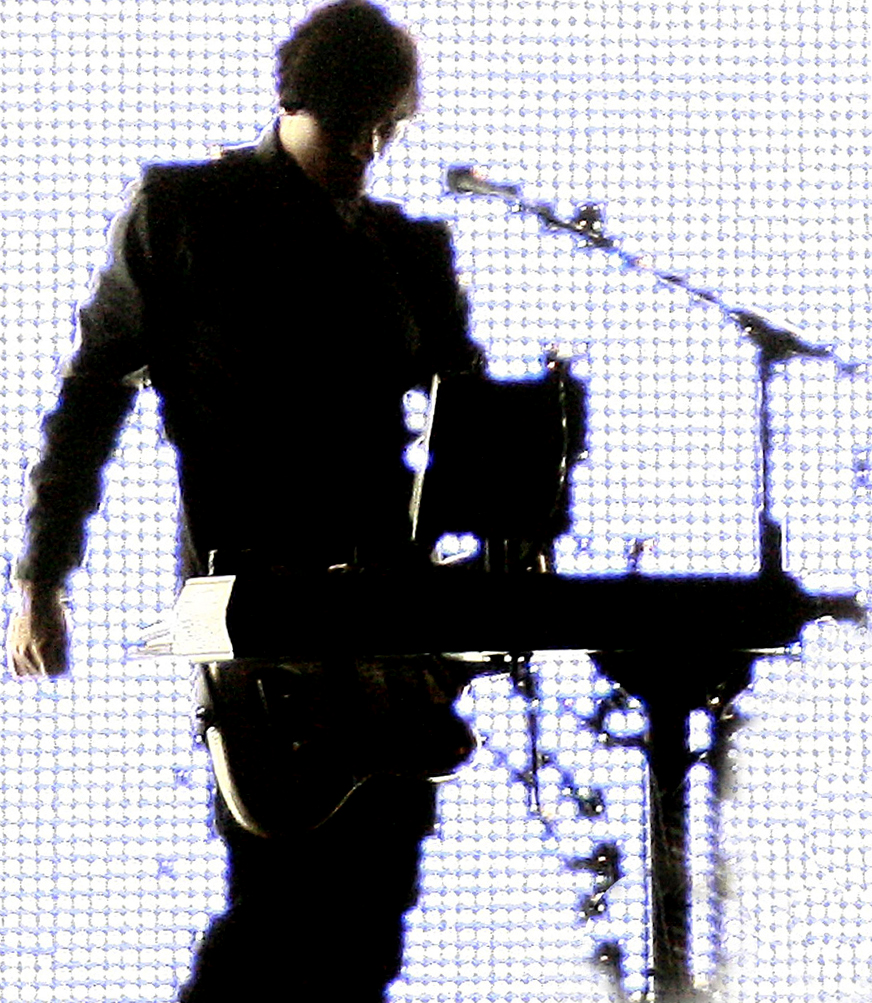
Alessandro Cortini, durant un concert en 2007

Les éléments visuels utilisés pendant les concerts de Nine Inch Nails ont souvent inclus de nombreux effets d'éclairage, de scène et de projection utilisés pour accompagner et compléter la présentation.
Beaucoup de chansons sont généralement accompagnées de visuels spécialement conçus, y compris les effets de lumière synchronisés et projection de stock-montages. Les premières représentations de la chanson Hurt, par exemple, ont été accompagnés par une projection de montage de nuages, de corps calcinés, de larves et des réfugiés de guerre, une représentation de ce qui est en vedette dans le clip de la chanson. Des prestations récentes, cependant, ont présenté des moins d'effets d'éclairage.
Depuis 1999, la présentation visuelle des concerts de Nine Inch Nails a été dirigée par Rob Sheridan, tandis que Bill Viola a conçu un affichage grand triptyque pour Fragility Tour.
Pour le Live : With Teeth Tour, Roy Bennett et Martin Phillips étaient responsables de la conception de l'éclairage et de la scénographie. Bennett a expliqué dans une interview en 2005 que beaucoup de l'éclairage a été effectué à l'aide d'une série de LED disposées en « stalactites ou stalagmites [formations] pour attacher la pochette de l'album ». Des projecteurs DLP ont également été utilisés pour projeter les images sur un écran de gaze au devant de la scène.

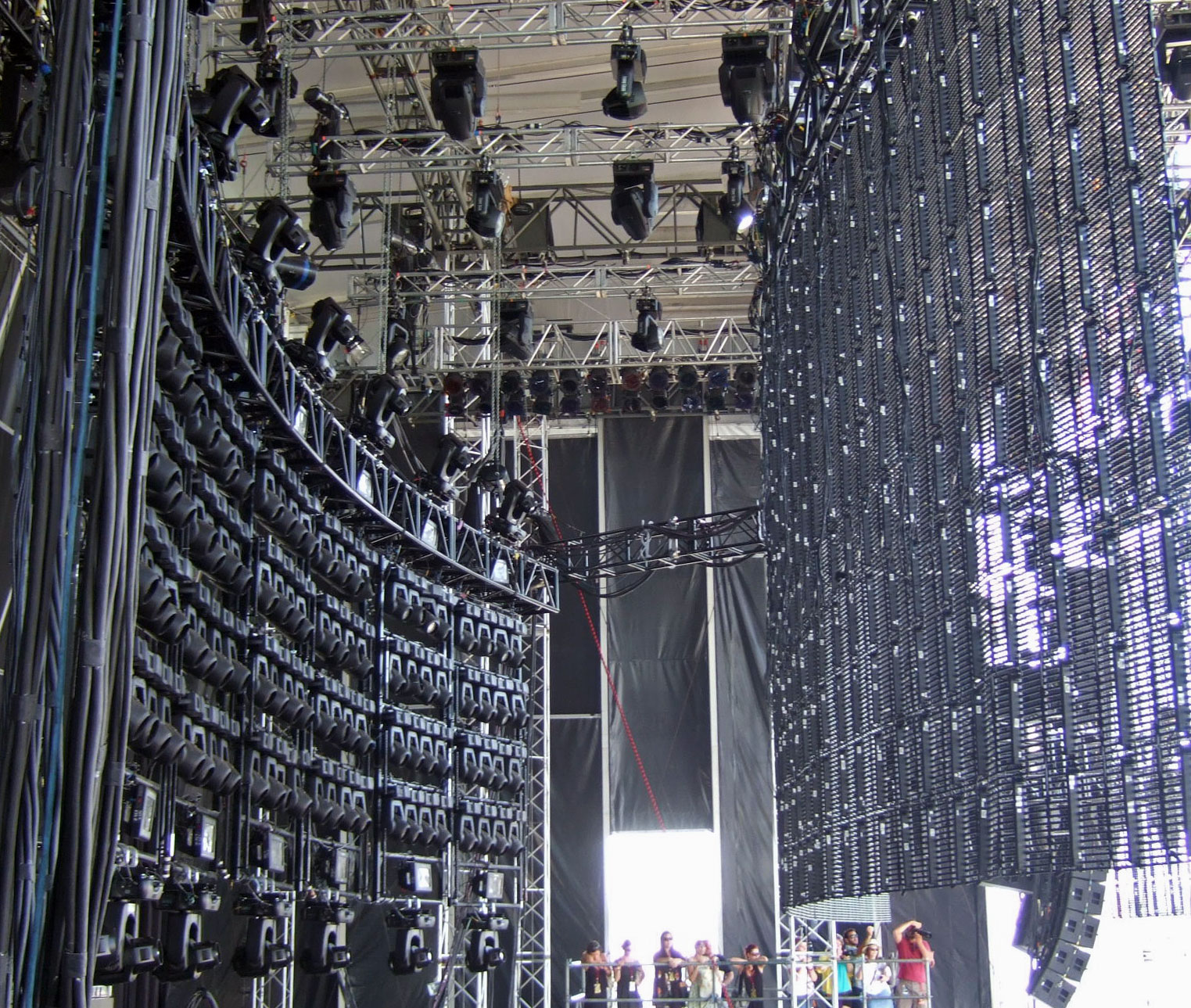
Système d'éclairages de Nine Inch Nails pour un concert en 2008

En utilisant un écran de projection en gaze, Phillips, Reznor et Sheridan ont conçu un « gag » où ils ont projeté une « feuille de verre brisant sur un canevas avant-scène de kabuki qui tomberait comme les brise en verre... Nous nous sommes installés sur la voie navigable Trent balançant sa guitare sur le gaze [et] le brise, mais avec toutes les pièces qui tombent en place comme le [écran] s'est envolé » [incompréhensible]. Cette technique peut être vu dans le documentaire Beside You in Time. Contrairement à l'éclairage des tournées précédentes, Performance 2007 mettra en vedette un minimum d'éclairage qui a été conçu pour occulter Reznor et le groupe.
Les éléments visuels des concerts en direct a fait l'objet de beaucoup de commentaires. The Boston Globe a décrit la Fragility Tour comme « l'un des spectacles de lumière les plus remarquables ».
Un membre du Contra Costa Times, décrit la performance de Live : With Teeth comme étant « accentué par la bonne quantité de spots sombres, violets ou bleus, avec éclairage vers le haut à partir du devant de la scène, ce qui donne au groupe une sensation d'horreur ».

## Albums Live
Nine Inch Nails a sorti un album et trois vidéos mettant en vedette le groupe live. Closure, un double VHS sorti en 1997, propose des concerts de la Self-Destruct Tour, y compris une représentation de Hurt avec David Bowie pendant Dissonance Tour. Le support vidéo a été épuisé depuis sa version initiale, et toutes les tentatives de re-sortir la vidéo sur support DVD ont échoué. Une version luxueuse en double DVD de Closure est sorti chez Interscope Records en 2004 et indéfiniment retardée. Cependant, les deux disques sont apparus sur les réseaux BitTorrent en décembre 2006.
And All That Could Have Been, qui propose des prestations de la Fragility Tour 2.0, est sorti en 2002 sur un CD en direct et double DVD. Un Easter egg sur la version DVD propose un concert avec Marilyn Manson au Madison Square Garden et interprété les chansons  Starfuckers, Inc. et The Beautiful People. En 2007, Nine Inch Nails sort Beside You in Time, présente des concerts de Live : With Teeth Tour. Le DVD présente également des images de répétition, des clips et des photographies.

## Membres du groupe en live
La configuration du groupe a évolué depuis sa première tournée en 1988. Le premier line-up du groupe-live était composé de trois personnes jouant une guitare, une batterie, des claviers et des samplers.
Plus tard, les claviers et les samplers sont remplacés par un guitariste supplémentaire, et après avoir ajouté un multi-instrumentiste dont le rôle principal était bassiste mais qui a joué aussi des guitares et sur des claviers sur un certain nombre de chansons. Enfin, la composante en direct de Nine Inch Nails a réglé comme une bande de cinq musiciens depuis le Self Destruct Tour de 1994.
Sur Performance Tour 2007, quelques chansons de Year Zero ont été réalisés par une formation de trois musiciens, avec Reznor, le claviériste Alessandro Cortini et le guitariste Aaron North, en utilisant une combinaison de guitares en direct et de samplers pré-programmés. En septembre 2007, Reznor a exprimé son intérêt de s'éloigner de la « configuration de groupe de rock » et d'explorer « d'autres moyens [de] présenter le matériel de concert ». Une fois de plus le line-up de 2008 est composé de cinq musiciens, mais en y ajoutant une variété d'instruments non conventionnels utilisés chez Nine Inch Nails comme la contrebasse, divers instruments de percussions, des steel guitar, des vibraphone, d'autres instruments acoustiques et des sons échantillonnés déclenchées à partir d'une variété d'instruments électroniques. Aucun remplaçant n'a été embauché pour le claviériste Alessandro Cortini après qu'il eut quitté le groupe fin 2008, et le groupe live en 2009 est un groupe de quatre musiciens, avec le rôle de claviériste qui est partagé entre tous les membres.
Entre les grands tournées, les membres du groupe en live ont parfois contribué à des prestations instrumentales durant les sessions d'enregistrement, bien que le contrôle créatif et la direction a toujours été la responsabilité de Reznor. Les membres live du groupe qui ont contribué aux albums studios de Nine Inch Nails sont indiqués par un « # » ci-dessous. 
Membres
| - Trent Reznor : lead vocals, guitare électrique, guitare basse, claviers, synthétiseurs , tambourin, xylophone, vibraphone, saxophone, plinky plonk(1988–2009) - Chris Vrenna# : claviers, samplers (1988), batterie (1988–1991, 1994–1997), - Ron Musarra : batterie, samplers (1988) - Richard Patrick# : guitare électrique (1989–1993, 1996) - Gary Talpas : claviers (1989) - Nick Rushe : claviers (1989–1990) - David Haymes : claviers (1990) - Lee Mars : claviers (1990–1991) - James Woolley : synthétiseurs (1991–1994) - Jeff Ward (en) : batterie (1991) - Robin Finck# : guitare, synthétiseurs (1994–2000, 2008–2009) | - Danny Lohner# : guitare basse, guitare électrique, synthétiseur (1994–2000, 2009) , - Charlie Clouser# : claviers, synthétiseurs theremin (1994–2000) - Jerome Dillon# : batterie (1999–2005) - Jeordie White : guitare basse, guitare électrique et synthétiseurs (2005–2007) - Aaron North : guitare électrique (2005–2007) - Alessandro Cortini# : claviers, synthétiseurs, guitare électrique, guitare basse (2004–2008) - Josh Freese# : batterie, marimba, échantillons de batteries (2005, 2005–2008) - Alex Carapetis : batterie (2005) - Rich Fownes : guitare basse (2008) - Justin Meldal-Johnsen : électrique et contrebasse, guitare électrique, synthétiseurs (2008–2009) - Ilan Rubin : batterie, claviers(2009) |

Invités en live
- Mike Garson# : piano (Septembre 2009 au Henry Fonda Theater pour la chanson Just Like You Imagined)[76]

## Invités et collaboration
Au fil des années, Reznor a invité plusieurs musiciens de premier plan sur scène avec son groupe pour effectuer des enregistrements en dehors du line-up habituel des chansons de Nine Inch Nails :
Durant le Lollapalooza '91, les membres de Jane's Addiction, Dave Navarro et Eric Avery ont joué des guitares aux côtés de Gibby Haynes et de Ice-T pour la dernière chansons du groupe, Head Like a Hole.
Début 1995, Adam Ant et Marco Pirroni rejoignent Nine Inch Nails sur scène pour l'interprétation Physical et les autres chansons de Adam and the Ants.
Durant la Dissonance tour, Nine Inch Nails joue en co-tête d'affiche avec David Bowie. Les deux groupes jouent ensemble un mélange des chansons de Nine Inch Nails et de David Bowie. Nine Inch Nails finirait par quitter la scène et Bowie continue de jouer son concert.
Marilyn Manson est apparu lors d'un concert au Madison Square Garden en 2000 pour chanter « Starfuckers, Inc. » et « The Beautiful People ».  Cette prestation est présentée comme Easter Egg sur le DVD And All That Could Have Been.